# Lui ?
Lui ? est une nouvelle fantastique de Guy de Maupassant, parue en 1883.

## Historique
Lui ? est initialement publiée dans la revue Gil Blas du 3 juillet 1883, puis dans le recueil Les Sœurs Rondoli en 1884.
La nouvelle est dédiée à Pierre Decourcelle.

## Résumé
Un homme écrit à un ami pour lui annoncer qu’il se marie. S'il se marie, c’est sans amour, c'est surtout pour ne plus être seul. S'il l'avoue, c'est parce qu’il a eu une hallucination : un soir, en rentrant chez lui, un homme était endormi dans le fauteuil de son salon, il s'approcha et vit cette personne disparaître. Depuis, il ne le voit plus mais sent constamment sa présence. Il sait qu'il ne le verra plus mais qu'il est là, derrière les portes, sous le lit, dans toutes les ombres.  Et s'il décide de se marier, c’est pour ne plus être seul chez lui, car, confie-t-il à son ami, l'homme est là « parce que je suis seul, uniquement parce que je suis seul". 

## Éditions
- Lui ?, dans Maupassant, Contes et Nouvelles, tome I, texte établi et annoté par Louis Forestier, éditions Gallimard, Bibliothèque de la Pléiade, 1974  (ISBN 978 2 07 010805 3).